# Пекос (округ, Техас)
Шаблон:StateAbbr_ 30°47′ пн. ш. 102°43′ зх. д. / 30.78° пн. ш. 102.72° зх. д.
Округ Пекос (англ. Pecos County) — округ (графство) у штаті Техас, США. Ідентифікатор округу 48371.

## Історія
Округ утворений 1875 року.

## Демографія
За даними перепису 2000 року загальне населення округу становило 16809 осіб, зокрема міського населення було 9924, а сільського — 6885. Серед мешканців округу чоловіків було 9276, а жінок — 7533. В окрузі було 5153 домогосподарства, 4029 родин, які мешкали в 6338 будинках. Середній розмір родини становив 3,29.
Віковий розподіл населення поданий у таблиці:
| Стать    | До 15 років | 15-21 | 22-29 | 30-39 | 40-49 | 50-65 | 65-85 | Понад 85 |
| -------- | ----------- | ----- | ----- | ----- | ----- | ----- | ----- | -------- |
| Чоловіки | 1841        | 1492  | 1308  | 1147  | 1449  | 1180  | 804   | 55       |
| Жінки    | 1837        | 876   | 769   | 970   | 1011  | 1108  | 838   | 124      |

## Суміжні округи
- Ворд — північ
- Крейн — північ
- Крокетт — схід
- Террелл — південний схід
- Брюстер — південний захід
- Джефф-Девіс — захід
- Ривс — північний захід

## Виноски
1. ↑  U.S. Decennial Census. United States Census Bureau. Архів оригіналу за 26 квітня 2015. Процитовано 6 травня 2015.
2. ↑  Texas Almanac: Population History of Counties from 1850–2010 (PDF). Texas Almanac. Архів оригіналу (PDF) за 26 лютого 2015. Процитовано 6 травня 2015.
3. ↑  State & County QuickFacts. United States Census Bureau. Архів оригіналу за 18 жовтня 2011. Процитовано 22 грудня 2013.(англ.) Наведено за англійською вікіпедією.
4. ↑  American FactFinder. Бюро перепису населення США. Архів оригіналу за 26 лютого 2012. Процитовано 31 січня 2008.

| США | Це незавершена стаття з географії США. Ви можете допомогти проєкту, виправивши або дописавши її. |